# سینمای الجزایر
سینمای الجزایر(انگلیسی: Cinema of Algeria) به صنعت سینما در این کشور شمال آفریقا اشاره دارد. سینما در الجزایر بین سال‌های ۱۹۲۰ تا ۱۹۲۲ ظهور پیدا کرد، و البته تأسیس سالن‌های سینما به معنای ساخت فیلم بومی توسط هنرمندان این کشور نبود. نیروهای نظامی مقیم الجزایر و همچنین مستشاران صنعتی که همگی فرانسوی بودند برای سرگرمی خود چندین سالن سینما تأسیس کردند و عمده فیلم‌های اکران شده در آن‌ها مستندهای کوتاه خبری، تبلیغاتی یا فیلم‌های فرانسوی بودند.

## پیشینه
الجزایر با وجود اینکه کشوری است پهناور و بیش از ۲ میلیون و ۴۰۰ هزار کیلومتر مربع وسعت دارد تنها دارای ۳۵ میلیون نفر جمعیت است. این کشور که در شمال آفریقا واقع شده بین سالهای ۱۸۳۰ تا ۱۹۶۲ طی۱۵۰ سال مستعمره فرانسه بود. فرهنگ و هنر در الجزایر به عنوان یک کشور آفریقایی تأثیر شگرفی از فرهنگ فرانسه گرفته‌است. زبان عربی زبان رسمی این کشور است اما زبان فرانسه نیز به وفور در الجزایر تکلم می‌شود. سینمای الجزایر نیز به نحو غریبی الهام گرفته از سینمای فرانسه است و بسیاری از ساخته‌های سینمایی این کشور به زبان فرانسه بوده یا اینکه تولید مشترک با این کشور بوده‌اند. تا سال ۱۹۶۲ هیچ فیلمی در الجزایر تولید نشد. محمد الاخضر حمینه در سال ۱۹۶۷ با ساخت فیلم بادهای آوراس اولین فیلم الجزایری را روانه اکران کرد. بادهای آوراس در همان سال در جشنواره فیلم کن به نمایش درآمد و مورد تحسین نیز قرار گرفت.

## بعد از استقلال از فرانسه
در دهه ۶۰ میلادی ساخت ۲ اثر موجه به نام‌های نبرد الجزیره محصول ۱۹۶۶ ساخته جیلوپونته کوروو و زد محصول ۱۹۶۹ ساخته کوستا گاوراس، سینمای این کشور را به سر زبان‌ها انداختند.
نبرد الجزیره که تولید مشترک ایتالیا و الجزایر بود و در فیلم زبان‌های عربی و فرانسوی مورد استفاده بودند، روایتی آتشین از مبارزات چریکی مردم الجزایر بین سالهای ۱۹۵۶تا ۱۹۶۲ علیه استعمار فرانسه را بیان می‌کرد.
زد نیز که تولید مشترک فرانسه و الجزایر بود اگرچه داستانش به‌طور مستقیم ربطی به استقلال الجزایر نداشت اما روایتی ظلم‌ستیزانه در ساختار داشت. تأثیرگذاری این فیلم گوستاگاوراس در دهه ۷۰ میلادی نماد و مرجعی برای تولیدات سینمایی در این رده بود.

## سال‌های اخیر
در ۲ دهه اخیر الجزایر با جنگ‌های داخلی یا ناآرامی سیاسی روبرو بود. همین مهم باعث شد تا سینمای الجزایر نیز روند رو به رشد خود طی دهه ۷۰ تا ۹۰ را با سقوط فاحشی نظاره‌گر باشد. از سال ۲۰۰۶ به‌اینسو اما با آرام شدن فضای این کشور، سینمای الجزایر نیز کم‌کم به رشد رسیده‌است. از ساخته‌های مهم سال‌های اخیر این کشور دلیس پالوما ساخته نادر مونیش محصول ۲۰۰۷ که بودجه شاخص ۷ میلیون یورویی نیز داشت و همچنین عشق شما چگونه شکل می‌گیرد ساخته فاطیما زهره زاموم محصول ۲۰۱۱ و زابانا ساخته سعید خلیفه محصول ۲۰۱۲ که نماینده این کشور در اسکار همین سال بود، قابل اشاره‌اند.

## فیلم‌هایی که تمام یا بخشی از آن در الجزایر فیلمبرداری شدند

سمبل فیلم زد کوستا گاوراس ۱۹۶۹

- چشم در برابر چشم (۱۹۱۸)
- شیخ (۱۹۲۱)
- بو ژست (۱۹۲۶)
- الجزایر (۱۹۳۸)
- سامسون و دلیله (۱۹۴۹)
- نبرد الجزیره (۱۹۶۶)
- بیگانه (۱۹۶۷)
- زد (۱۹۶۹)
- پاتن (۱۹۷۰)
- سراب (۱۹۷۱)
- حرفه: خبرنگار (۱۹۷۵)
- آسمان سرپناه (۱۹۹۰)
- گلادیاتور (۲۰۰۰)
- روزهای افتخار (۲۰۰۶)
- غریزه جنایت (۲۰۰۸)
- در باب خدایان و انسان‌ها (۲۰۱۰)

## جشنواره‌های سینمایی
جشنواره بین‌المللی فیلم الجزایر مهم‌ترین رویداد سینمایی در این کشور است. این جشنواره که از سال ۲۰۰۹ تاکنون در الجزیره، پایتخت این کشور برگزار می‌شود، شامل بخش‌های بهترین فیلم بلند، بهترین مستند، جایزه ویژه هیئت داوران و تماشاگران است.

## آمار و ارقام
طبق آمار یونسکو در سال ۲۰۰۹ در حال حاضر ۱۹ سالن سینما در الجزایر موجود است که رقم تاسف‌بار و حتی شک‌برانگیزی است. در طی جنگ‌های داخلی عمده سالن‌های سینما و فضاهای دیگر فرهنگی یا نابود شدند یا اینکه متروکه ماندند. تولیدات سالیانه فیلم در الجزایر نیز رسماً اعلام نشده اما براساس گمانه زنی‌ها و آثاری که به صورت مشترک با دیگر کشورها به ویژه فرانسه و بلژیک و هلند ساخته شده می‌توان تخمین زد در این کشور سالیانه ۴ فیلم تولید می‌شود. جمعیت سینماروی الجزایر نیز حدود ۷۰۰ هزار نفر در سال است.